# The Black Crowes
The Black Crowes (рус. «Чёрные Воро́ны») — американская рок-группа, продавшая больше 20 миллионов своих альбомов и провозглашённая музыкальным журналом Melody Maker «самой рок-н-рольной рок-н-ролл-группой в мире». В 1990 году, читатели журнала Rolling Stone назвали The Black Crowes «Лучшей новой американской группой». The Crowes занимают 92-е место в «100 Greatest Artists of Hard Rock» музыкального телеканала VH1. Восемь альбомов группы входили в UK Albums Chart и 12 — в Billboard 200.

## История

### Формирование:1984—1989
В своём первом воплощении группа появилась в 1984 году под названием Mr. Crowes Garden в Атланте и была полностью обращена к блюз-року 1970-х годов. По всему карьерному пути группы главными «двигателями» всегда являлись братья Крис и Рич Робинсоны. В 1989, под жёстким влиянием музыки Rolling Stones, группа записывает первую демо-кассету, которая свела их с музыкальным лейблом American Recordings.
Перед выпуском первого альбома состав выглядел следующим образом: Крис Робинсон (вокал), Рич Робинсон (гитара), Джонни Кольт (бас), Джефф Сиз (гитара) и Стив Гормэн (ударные).

### Известность:1990—1995
Воро́ны выпустили свой первый студийный альбом, Shake Your Money Maker, в 1990 году. Дебют был признан критиками впечатляющим, и стал мультиплатиновым. Большую роль в этом успехе сыграли кавер Отиса Реддинга «Hard To Handle» и баллада «She Talks To Angels», попавшие в первую тридцатку Billboard Hot 100 в 1991 году и обеспечившие тем самым альбому место в первой десятке. The Black Crowes приумножили свою популярность, отыграв на разогреве у ZZ Top, на концертах их тура (спонсируемого пивным брендом Miller). Далее Crowes отправились в собственный тур, в том числе выступив 28 сентября 1991 года на концерте Monsters of Rock в Советском Союзе.
После замены гитариста Джефа Сиза на Марка Форда, группа выпускает второй альбом The Southern Harmony and Musical Companion в 1992 году. Альбом дебютировал на 1 месте Billboard 200. Песни «Remedy» и «Thorn In My Pride» попали Top 100 1992 года.
Поскольку партии фортепиано на первом альбоме играл сессионный музыкант Чак Ливелл, в группу взяли клавишника Эдди Харша. Он был постоянным членом группы в туре «High As the Moon», но после был уволен.
В 1994 году группа выпускает альбом Amorica, который хитом не стал, но всё равно достиг золотого статуса, разойдясь более чем 500-тысячным тиражом.

### Середина карьеры:1996—2001
В июле 1996 года вышел альбом Three Snakes & One Charm, после чего группа отыграла на «Furthur Festival» наряду с Ratdog, Брюсом Хорнсби и другими. В этот период группа почти полностью записала материал для готовящегося альбома Band, который так и не увидел свет из-за нарастающего напряжения в группе. Материал с невышедших альбомов Tall и Band был позже официально выпущен на The Lost Crowes в 2006.
После провала четвёртого альбома группу оставили сразу двое музыкантов — Марк Форд и Джонни Кольт. На их место встали басист Свен Пайпьен и гитарист Одли Фрид. В 1998 году Black Crowes переиздали свои первые четыре альбома в виде бокс-сета, добавив несколько дополнительных песен и концертный EP.
Следующий лонгплей, By Your Side, содержал несколько хитов, таких как «Kickin' My Heart Around» и «Go Faster», но всё же этого было недостаточно для того, чтобы возобновить былой интерес к группе. Спустя время группой заинтересовался гитарист Led Zeppelin Джимми Пейдж, который предложил Crowes сыграть с ним несколько совместных концертов, что в итоге было увековечено на двойном альбоме «Live At The Greek». Live-альбом включал в себя песни из обоймы Led Zeppelin, а также каверы классических блюзов.
После этого последовал релиз под названием Lions, так же не принёсший особого ажиотажа. В группе всё чаще происходили конфликты, и в 2002-м Black Crowes заявили о своём распаде.

### Затишье и воссоединение:2002—2005
После распада группы вокалист Крис Робинсон заявил о начале сольной карьеры, что вылилось в два альбома New Earth Mud в 2002 и This Magnificent Distance в 2004. Оба релиза сопровождались турами.
Живой альбом, записанный на двух концертах в «Boston Orpheum Theatre», вышел в августе 2002.
В 2004 Рич Робинсон собрал группу под названием Hookah Brown, перед тем как выпустить сольный альбом Paper. В поддержку Paper был организован тур.
Возрождение Black Crowes произошло в 2005-м, когда братья Робинсоны, воссоединившись с Марком Фордом, Эдди Харшем, Свеном Пайпьеном и Стивом Гормэном, снова начали давать концерты.

### Изменения и новый успех:2006—2009
Осенью 2006 группа попрощалась с Эдди Харшем и Марком Фордом. Их заменой стали Роб Клорс и Пол Стэйси соответственно. В августе 2007 группа представила нового клавишника Адама МакДоугла, который заменил Клорса. Кроме того, The Crowes пригласили гитариста Лютера Дикинсона из North Mississippi Allstars для участия в записи альбома Warpaint. Дикинсон официально занял должность гитариста, заменив Пола Стэйси в ноябре 2007.
10 июля 2007 вышел концертный альбом Live at the Roxy (состоящий из акустических сэтов братьев Робинсонов). Альбом содержал старые и новые хиты The Black Crowes вперемешку с каверами.
Группа презентовала песню «Goodbye Daughters of the Revolution» как основной, главный сингл грядущего альбома. Warpaint был выпущен 4 марта 2008 года на собственном независимом лейбле Silver Arrow Records. Warpaint привлёк внимание прессы и занял пятую строчку в чартах журнала Billboard. Альбом был назван лучшей работой группы со времён The Southern Harmony and Musical Companion (второго альбома группы). The Crowes начали международный тур 24 марта с выступления на «East Coast Blues & Roots Music Festival» в Австралии. Группа продолжила выступления по Австралии и Новой Зеландии, впервые с 1992 года, до 5 апреля, перед отъездом в Европу. Тур по Америке начался в мае и закончился в декабре концертами на площадке «The Fillmore» в Сан-Франциско.
После окончания тура группа заявила, что следующая их работа будет записана перед публикой в Levon Helm’s Barn в Вудстоке, штат Нью-Йорк (a.k.a. Levon Helm Studios), в течение пяти ночей в феврале и марте 2009. Рекорд-сессии были названы «Cabin Fever Winter 2009». Группа исполнила около 30 песен нового материала и несколько каверов. Новый материал будет выпущен двойным альбомом, сопровождённым DVD версией. В апреле 2009, Рич Робинсон заявил в радиоинтервью, что новый альбом будет выпущен где-то в сентябре 2009 и что, вполне вероятно, за его выходом последует новый тур.
28 апреля 2009 года The Black Crowes выпускают двухдисковый концертный альбом Warpaint Live, выпущенный на лейбле Eagle Rock Entertainment. Первый диск состоит полностью из песен Warpaint, записанных вживую; второй диск состоит из кавер-версий. Вся запись была сделана 20 марта 2008 года, в «Wiltern Theater» в Лос Анджелесе. DVD-версия была выпущена 30 июня 2009.
31 августа 2009 года The Black Crowes выпустили свой восьмой студийный альбом Before the Frost…. Диск был снабжён специальным download-кодом, использование которого давало право на получение второй части альбома …Until the Freeze посредством Интернета. Релиз является результатом той самой пятидневной «рекорд-сессии перед публикой», проведённой в феврале-марте 2009 года.

### Второй перерыв, возвращение и распад:2010—2015
21 апреля 2010 года группа объявила дату выпуска своего двойного акустического альбома Croweology, а также даты тура «Say Goodnight to the Bad Guys», большинство шоу которого состояло из двух 90-минутных сетов: акустического и электрического. После тура, группа собралась в очередной «бессрочный отпуск».
После тура по США группа отыграла 9 концертов в Европе в июле 2011 года. Концерты включали в себя фестивали в Италии, Испании, Голландии и Бельгии. Последние 4 концерта The Black Crowes дали в Лондоне (два шоу, во втором из них участвовал Джимми Пейдж) и Амстердаме (два шоу в клубе Paradiso).
В декабре 2012 группа прервала свой отпуск и анонсировала грядущий тур по США и Европе, а 19 марта 2013 года был выпущен четвёртый полноценный концертный альбом под названием Wiser for the Time. Альбом был записан на концертах в Нью-Йорке в 2010 году.
Отыграв в течение 2013 года 120 концертов (103 в США и 17 в Европе), команда решила снова взять отпуск на неопределённый срок. 15 января 2015 года Рич Робинсон объявил о распаде группы по причине творческих разногласий.

### Возвращение на сцену с новым составом:2020—по настоящее время
В начале 2019 года Крис и Рич анонсировали возвращение группы с новым составом. В 2020 году ожидается большой концертный тур. В июне 2021 года было объявлено, что группа уже написала не менее 20 песен для нового альбома, но не планирует записывать их до окончания тура. 8 января 2021 года The Black Crowes объявили о переиздании альбома Shake Your Money Maker, приуроченном к его 30-летию, выпустив совместно с ним ранее не издававшийся трек "Charming Mess".

## Дискография
| Студийные альбомы - Shake Your Money Maker (1990) - The Southern Harmony and Musical Companion (1992) - Amorica (1994) - Three Snakes and One Charm (1996) - By Your Side (1999) - Lions (2001) - Warpaint (2008) - Before the Frost...Until the Freeze (2009) - Croweology (2010) - Happiness Bastards (2024) | Live-альбомы - Live at the Greek (совместно с Джимми Пейджем) (2000) - Live (2002) - Freak 'n' Roll...Into the Fog (2005) - Warpaint Live (2009) - Cabin Fever (2009) - Wiser for the Time (2013) |